# نشأة كليوباترا

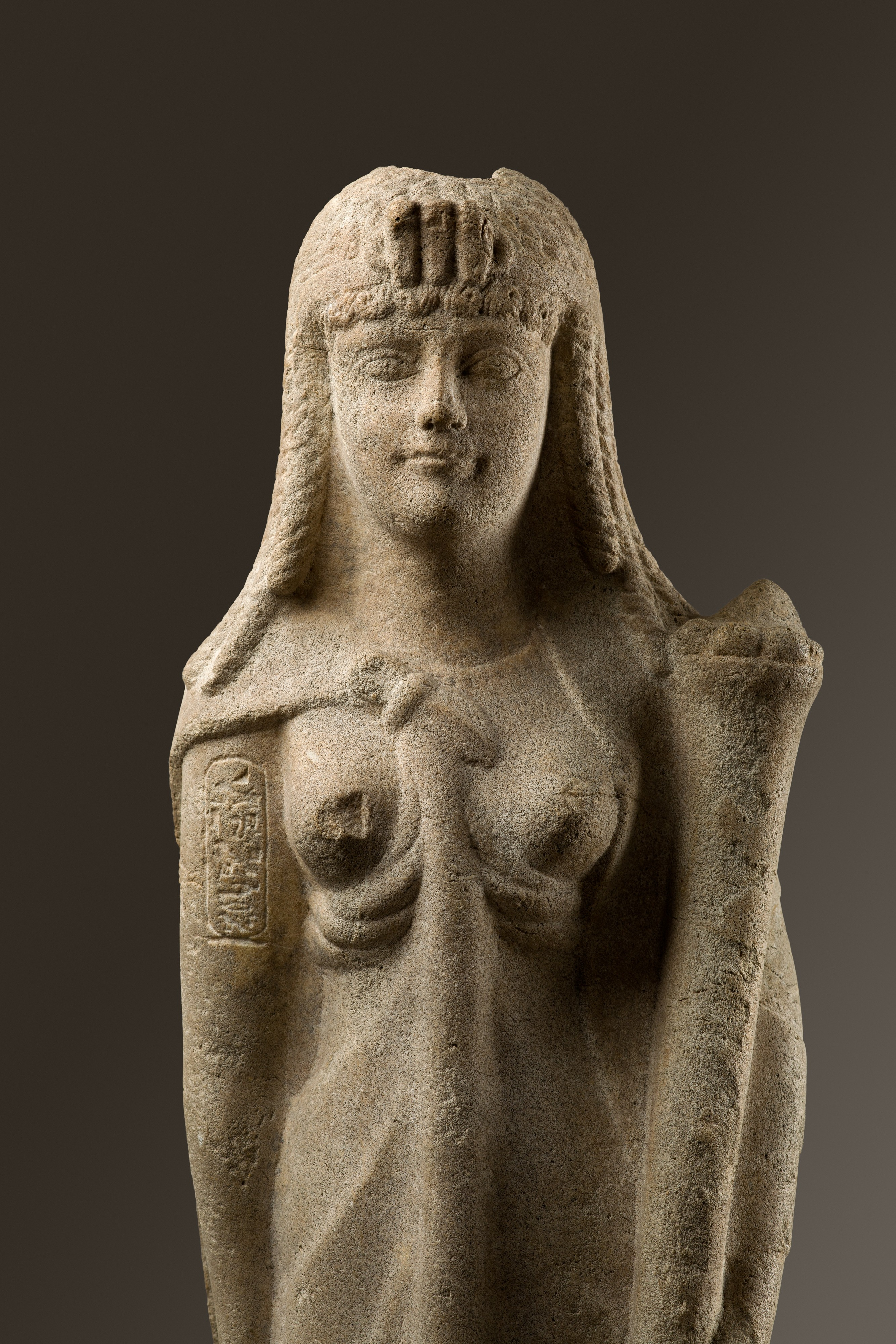
تمثال رخامي معاصر لكليوباترا موجود الآن في متحف متروبوليتان للفنون، نيويورك؛ تم التعرف عليها من خلال الخرطوش المنقوش على ذراعها الأيمن العلوي والصل الثلاثي المميز على تاجها، وهي سمة شائعة في الصور النحتية لكليوباترا.

بداية حياة كليوباترا السابعة (ص. 51-10 أو 12 أغسطس 30 قبل الميلاد) من مصر البطلمية بدأت مع ولادتها في أوائل العام 69 قبل الميلاد إلى ابيها الحاكم فرعون بطليموس الثاني عشر أوليتس وأمها المجهولة (ربما كليوباترا الخامسة)، واستمرت حتى وصولها إلى العرش مارس عام 51 قبل الميلاد. خلال طفولة كليوباترا ترعرعت في قصر الإسكندرية في مصر وتعلمت في المقام الأول-اليونانية الهلنستية من معلمها، فيلوستراتوس. قبل سن الرشد أتقنت العديد من اللغات، منها المصرية، الإثيوبية، العبرية، العربية، ميدية، البارثيين، اللاتينية، ولغتها الأصلية كوين اليونانية.
كان والد كيلواباترا حاكم موكل من قبل الجمهورية الرومانية عندما ضمت اليونان قبرص وقادوا اخ بطليموس قبرص للانتحار بدلا من نفية، بدون شعبية بين جموع الشعب في مصر لعدم قدومة على اى فعل وبقائة صامتا خلال تلك الاحداث. تم نفية هو واختة من مصر خلال التمرد، ربما كانت معة كيلوباترا ابنتة وليست أرسينوي الرابعة، استلمت اخت كيلوباترا الكبرى برينيكي الرابعة الحكم مع كليوباترا السادسة في عام 58 قبل الميلاد، سافر بطليموس الثانى عشر وكيلوباترا إلى إيطاليا الرومانية في تلال ألبان (خارج روما) أقاموا في فيلا نصيرهم وحليفهم الرومانى بومبيوس الكبير. بعد تدبير بطليموس الثانى عشر اغتيالات دوبلوماسين برينيكى، سعيا لكسب تأيد الرومان، ثم غادر هو وكيلوباترا غادروا المدينة ذات الاجواء المعادية واستقروا فيأفسس، الأناضول
أقنع بومبي في النهاية أولوس غابينيوس، الحاكم الروماني لسوريا، بغزو مصر واستعادة بطليموس الثاني عشر ربيع عام 55 قبل الميلاد، وصلت قوة غزو غابينيوس. منع ضابطه مارك أنتوني بطليموس الثاني عشر من ذبح سكان الفرما لمواجهتة، وأنقذ جثة ارشيلوس (زوج بيرنيكية) بعد مقتله في المعركة. على الرغم من أن أنطوني قال بعد سنوات أنه وقع في حب كليوباترا، إلا أن علاقتهما لم تبدأ حتى عام 41 قبل الميلاد. جعل بطليموس الثاني عام 52 قبل الميلاد كيلوابترا وابنة (بطليموس الثالث عشر) خلفاء مشتركين للعرش في وصيته. توفي بطليموس الثاني عشر في 22 مارس 51 قبل الميلاد، وهو أول تاريخ معروف لكليوباترا كملكة: استعادة ثور بوخيس المقدس في هيرمونثيس، مصر. ربما تكون قد تزوجت من شقيقها، بطليموس الثالث عشر، لكن من غير المؤكد ما إذا كانا قد تزوجا قبل الانخراط في أعمال عدائية مفتوحة ضد بعضهما البعض.

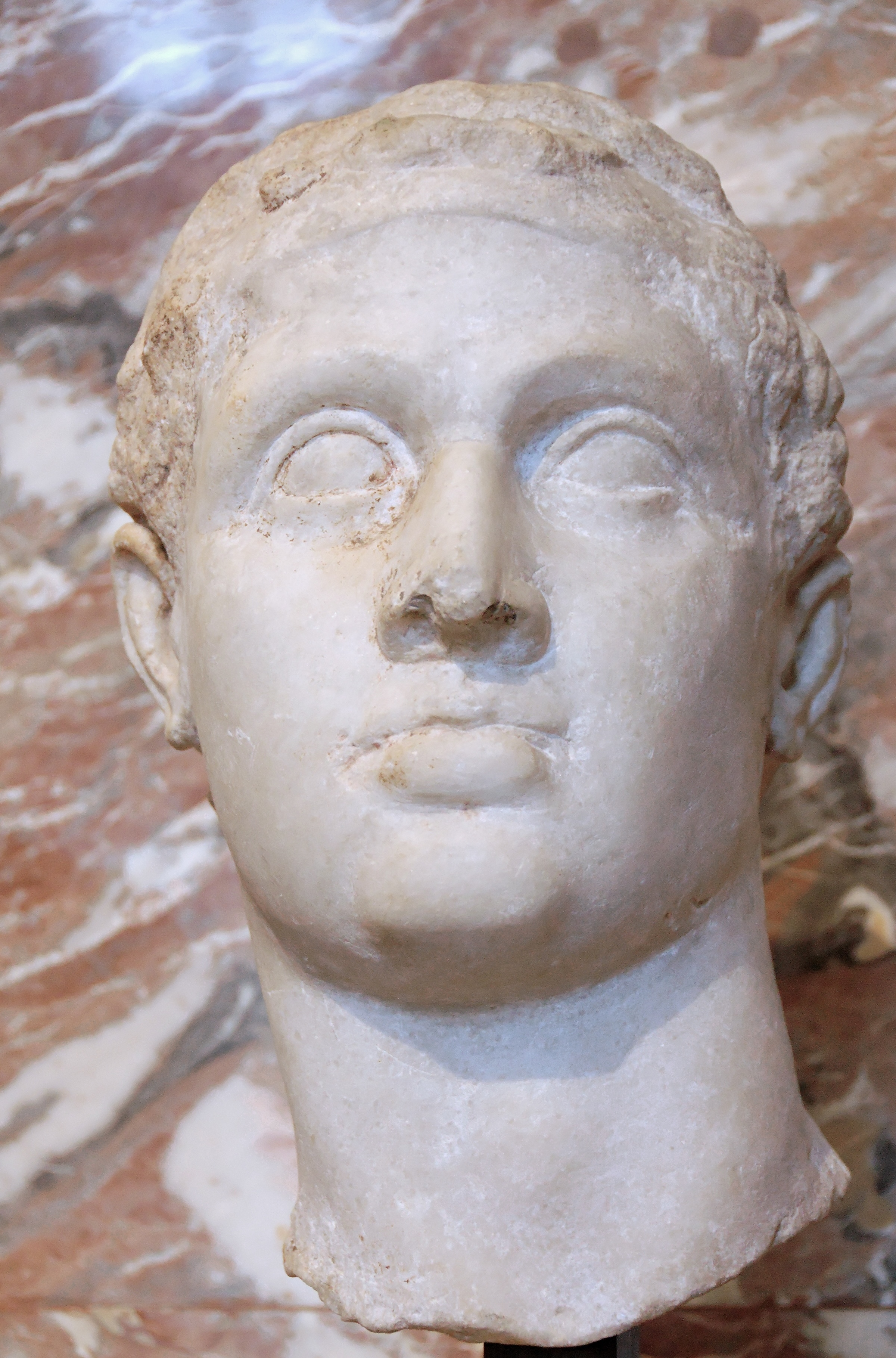
اليونانية الهلنستية تمثال نصفي من بطليموس الثاني عشر أوليتس، والد كليوباترا السابعة، في ال اللوفر

كليوباترا السابعة ولدت في اوئل عام69 قبل الميلاد ل الفرعون البطلمي بطليموس الثاني عشر أوليتس وأم مجهولة، من المحتمل أن زوجتة هي أخت بطليموس الثاني عشر كليوباترا الخامسة تريفينا - والدة أخت كليوباترا الكبرى، برينيكى الرابعة. حصل بطليموس الثاني عشر على لقب «أوليتس» («عازف الفلوت») بسبب اعتماده لقب «نيو ديونيسوس» وعزفة على الفلوت خلال مهرجانات ديونيسيان. اشتهر بكونه ملكا منعزلا استمتع بحياة الرفاهية بينما تسبب في مشاكل أسرية بطرد كليوباترا الخامسة من البلاط الملكى في أواخر عام 69 قبل الميلاد (بعد بضعة أشهر من ولادة كليوباترا السابعة). أطفاله الثلاثة الأصغر سنا (أخت كليوباترا أرسينوي الرابعة والاخوة بطليموس الثالث عشر و (بطليموس الرابع عش)) ولد خلال غياب زوجته لأكثر من عقد من الزمان.)
كان مدرس طفولتها فيلوستراتوس، الذي تعلمت منه فنون الخطابة اليونانية والفلسفة. خلال شبابها كليوباترا من المحتمل انها درست فيمتحف الإسكندرية القديم (بما في ذلك مكتبة الإسكندرية)، وكتبت الأعمال الطبية اليونانية التي قد تكون مستوحاة من الأطباء في الديوان الملكي لوالدها. متاح لها في السجلات التاريخية المحفوظة من القرن الثالث قبل الميلاد من العصر البطلمي- وفقا لمؤرخ مصري مانيثون كانت هناك أمثلة قوية وملهمة لاسلاف الإناث المالكة (بعضهم عاش قبل فترة طويلة من سلالة البطالمة)، مثل سوبيكنفرو، حتشبسوت، ونفرتيتي.
البطلمية الفراعنة كانت تتوج من قبل الكهنة المصريين والة الخلق بتاح لدى المصريين القدماء في مدينة ممفيس ولكن تبقى الإسكندرية المصدر الأكبر للثقافات المتعددة للإغريق، والتي أسسها الإسكندر الأكبر من مقدونيا.. كانت اليونانية اللغة الرسمية للحكومة وكذلك لملوك اليونانية الهلنستية، رافضين تعلم اللغة المصرية الحديثة. كليوباترا كانت تفهم وتتحدث العديد من اللغات بحلول سن الرشد، بما في ذلك المصرية، الإثيوبية، تروجوديت، العبرية (أو الآرامية), العربية، السورية (ربما السريانية), الميدية، البارثيين، واللاتينية، على الرغم من ذلك كان زملائها الرومانين يفضلون التحدث معها بلغتها الأم اليونانية العامية. فضلا عن ايجادتها اليونانية، المصرية، واللاتينية، انعكست هذه اللغات على طموحات كليوباترا الإقليمية التوسعية ورغبتها في استعادة الأراضي الأفريقية والآسيوية التي كانت تنتمي إلى الإمبراطورية البطلمية.
على الرغم ان المصريين كانو المجموعة العرقية المهيمنة في مملكة كليوباترا، كان هناك أيضا عدد ليس بالقليل من اليونانيون، اليهود، قلط والشعوب الجرمانية، السوريون، النوبيين اقاموا في مصر خلال فترة حكمها وقبل ذلك أيضا. تمركز اليونانيين واليهود بشكل رئبسى في مدن متعددة الثقافات مثل الإسكندرية، والمستعمرة القديمة من،نقراطس والمنشأة (سوهاج) (قريب طيبة في صعيد مصر). اليونانيون، اليهود، والمصريون في هذه المدن كانوا منفصلان شرعيا ويعيشون في مناطق مختلفة ويحظر عليهم الزواج المختلط كان الكهنوت مصرى الاصل يحصل على عدد من الامتيازات حتى اصبحوا في غاية الثراء تحت حكم البطلميين، وغالبا ما أصبحوا أهدافا لانتفاضة المصريين كان هناك أيضا قوانين ضد التزاوج المختلط في المدن اليونانية (بوليس) في مصر، كان يسمح بالزواج المختلط في أجزاء أخرى من مصر; يعتقد أن كليوباترا لديها ابن عم نصف مصري، باشيرينبتا الثالث، كاهن بتاح الأكبر في ممفيس. سعت كيلوباترا في بداية عهدها إلى دعم وولاء الكهنوت المصري، على الرغم من محاولات شقيقها المنافس والحاكم المشارك السابق بطليموس الثالث عشر لتقويض هذه العلاقة.

## عهد بطليموس الثاني عشر والتدخل الروماني

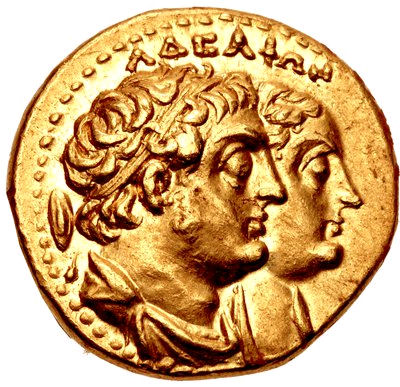
عملة من بطليموس الثاني فيلادلفوس وأرسينوي الثاني، الذي أسس تقليد زواج الأخوة في ال سلالة البطالمة

التدخل الروماني في مصر سبق عهد كليوباترا السابعة. في عام 168 قبل الميلاد، بعد غزو أنطيوخس الرابع لمصر البطلمية، وقال انه يمتثل لأوامر مجلس الشيوخ الروماني للانسحاب والعودة إلى الإقليم السلوقي بدلا من القتال مع الجمهورية الرومانية. عندما توفى بطليموس التاسع لاثيروس في أواخر عام 81 قبل الميلاد، وخلفته ابنته برنيكي الثالثة. ومع وجود معارضة في الديوان الملكي ضد فكرة الملكة المنفردة بالحكم، قبلت برنيكى الثالثة الحكم المشترك واتزوجت من بطليموس الحادي عشر الكسندر الثاني، ابن شقيق بطليموس التاسع بطليموس العاشر الإسكندر الأول. تم ترتيب المباراة من قبل الديكتاتور سولا، أول شخصية رومانية قوية تتدخل مباشرة في شؤون الأسرة الحاكمة لممالك شرق الجمهورية الرومانية.
قتل بطليموس الحادي عشر زوجة ابن عمه بعد وقت قصير من زواجهما عام 80 قبل الميلاد، لكنه ق֓تل بعد ذلك بوقت قصير في أعمال الشغب التي نتجت عن الاغتيال. بطليموس الحادي عشر (وربما عمه بطليموس التاسع أو والده) شاء المملكة البطلمية إلى روما كما ضمانات القروض، لذلك كان لدى الرومان أسباب قانونية للسيطرة على مصر (الدولة العميلة). اختاروا بدلًا من ذلك لنحت عالم البطالمة أن يحكمها بطليموس التاسع اثنين الأبناء غير الشرعيين، اضع قبرص إلى بطليموس قبرص ومصر لبطليموس الثاني عشر.
في عام 65 قبل الميلاد ناقش الرقيب الروماني ماركوس ليسينيوس كراسوس مجلس الشيوخ الروماني على أن مصر البطلمية ينبغي ضمها (ربما على أساس الوصاية مقابل الحصول على قروض)، ولكن مشروع قانونة المقترح تم وقفة من قبل الخطيب والفلسفى السياسى شيشرونا. وأعقب ذلك اقتراح آخر فاشل لضم مصر من قبل تريبيون سيرفيليوس روللوس في 63 قبل الميلاد. رد بطليموس الثاني عشر على التمهيد الروماني لضم مصر من خلال تقديم هدايا ثمينة لرجال الدولة الرومان الأقوياء والقادة العسكريين، مثل بومبي العظيم (خلال حملته ضد ميثريداتس السادس من بونتوس في ال الحرب الميثريدية الثالثة) ويوليوس قيصر بعد أن أصبح الأخير القنصل في 59 قبل الميلاد.
بعد ان شكل كراسوس، وبومبي، وقيصر تحالف الثلاثي الأول في عام 60 قبل الميلاد، أعطوا بطليموس الثاني عشر لقب «صديق وحليف الشعب الروماني» لجهوده في تمويل حملات بومبي الشرقية وفتوحات روما غرب آسيا الأقاليم التي كانت تنتمي إلى الإمبراطورية السلوقية. كانت تكلفة هذا اللقب على مصر البلطمية 6000 طالنط (صديق وحليف الشعب الرومانى)، تقريبا كامل الإيرادات السنوية الضريبية. أدى السلوك المسرف من بطليموس الثاني إلى إفلاسه، واضطر إلى الحصول على قروض من المصرفى الرومانى غايوس رابيريوس بوستوموس. ولدفع هذه النفقات قام برفع الضريبة مما ادى إلى غضب الفقراء وإضراب المزارعين.

## نفي بطليموس الثاني عشر وكليوباترا

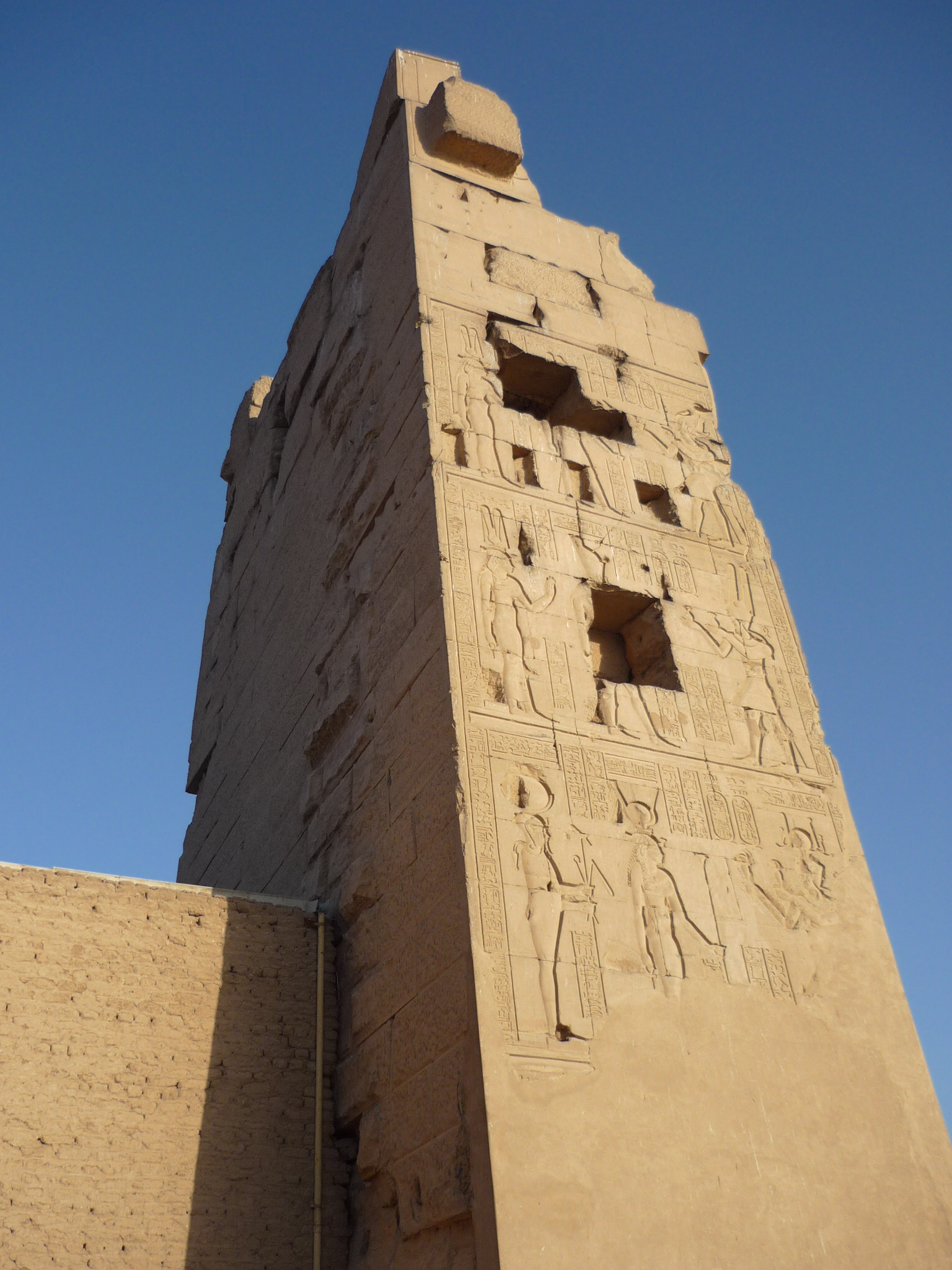
بوابة بطليموس الثاني عشر في معبد كوم امبو، بنيت جزئيا من قبل والد كليوباترا

في عام 58 قبل الميلاد، بعد ان اتهم السيناتور الروماني بوبليوس كلوديوس بولشر شقيق بطليموس الثاني عشر (بطليموس قبرص) بمساعدة القراصنة بتخريب الشحن الرومانية، احتلت الجمهورية الرومانية قبرص وقاد بطليموس قبرص، إلى لانتحار بدلا من المنفى إلى بافوس ككاهن من أبولو. ظل بطليموس الثاني عشر صامتا بشأن وفاة شقيقه، (بجانب التنازل عن الأراضي البطلمية الموروثة، للرومان) وهو القرار الذي أضر بمصداقيته وشعبيتة بين جموع الشعب الذين كانوا غاضبين بالفعل من سياساته الاقتصادية. سواء بالقوة أو بالتطوع غادر بطليموس الثاني عشر مصر في المنفى إلى رودس ومضيفه الروماني، كاتو الأصغر، الذي وبخة بشدة لفقدان مملكته بينما كان يجلس على مرحاض ويتناول تمر ملين. سافر بعدها بطليموس الثاني عشر إلى أثينا، حيث أقام نصبا تذكاريا تكريما لوالده وأخته غير الشقيقة (برنيس الثالث)، وأخيرا ذهب إلى فيلا بومبيز في ال ألبان هيلز بالقرب من بالسترينا. قضى بطليموس الثاني عشر ما يقرب من عام في ضواحي روما، برفقة ابنته كليوباترا البالغة من العمر 11 عاما. يعبر جوان فليتشر بقليل - من الشك حول هذا، حيث لا يوجد مصدر مؤكد في الحضارة اليونانية القديمة يشير إلى أن بطليموس الثاني عشر سافر مع إحدى بناته؛ حيث ان برنيكى الرابعة كانت منافسه على الحكم وقتها وكانت أرسينوي الرابعة طفلة صغيرة، فلا بد أنها كانت كليوباترا (التي أصبحت فيما بعد ذلك وصية له وعينت خليفته في وصيته).
الأحداث في هذا الوقت لم تكن واضحة في مصر. يعتقد أن ابنة بطليموس الثاني عشر برنيكى الرابعة حكمت في البداية بالاشتراك مع كليوباترا السادس تريفينا (التي كانت زوجة بطليموس الثاني عشر المنفصلة عنة، كليوباترا الخامسة تريفينا أو أحد بناته الاخرين). ثم يعتقد أن كليوباترا السادسة قد ماتت، ربما بعد أن عزلتها برنيكى. أرسلت برنيكى الرابعة مبعوثا إلى روما للدفاع عن حكمها ومعارضة إعادة والدها بطليموس الثاني عشر، لكن بطليموس استخدم قاتليه لقتل المبعوث (حادثة غطاها أنصاره الرومان الأقوياء). عندما فشل قيصر في تأمين الانتخابات الشعبية بصفته حاكما عاما لمصر، استقر على القيادة لمدة خمس سنوات في بلاد الغال وسمح لمنافسه بومبي بتسوية مسألة العرش في مصر. رفض مجلس الشيوخ الروماني عرض بطليموس الثاني عشر مرافقة مسلحة لتأمينة للعودة إلى مصر، لذلك قرر مغادرة روما في أواخر 57 قبل الميلاد ل معبد أرتميس في أفسس.

## العودة إلى مصر من المنفى

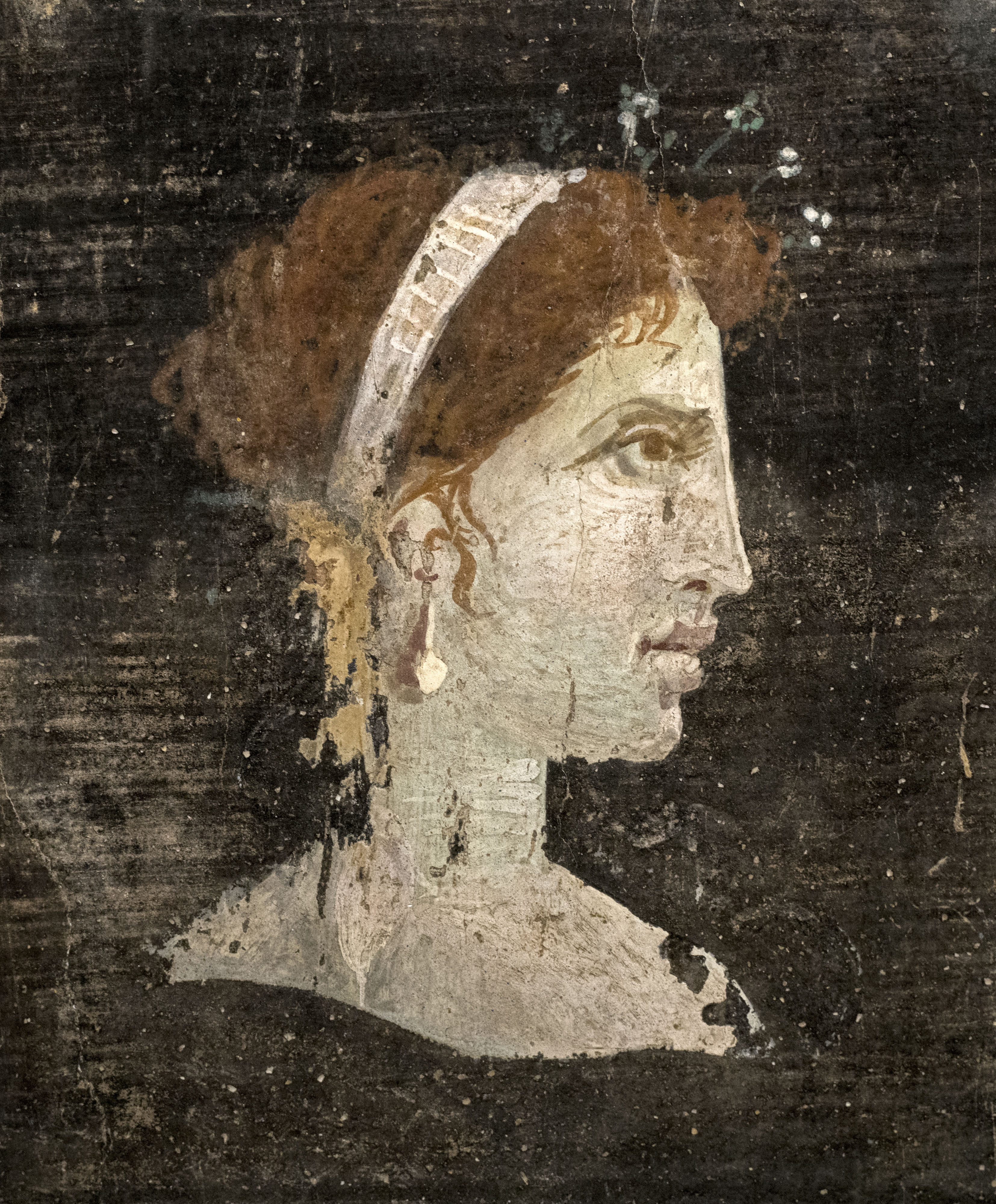
صورة بعد وفاتها لكليوباترا السابعة مع الشعر الأحمر وملامح الوجه المميزة، ترتدى الإكليل الملكي ودبابيس الشعر المرصعة باللؤلؤ، من هيركولانيوم, القرن 1 الميلادي

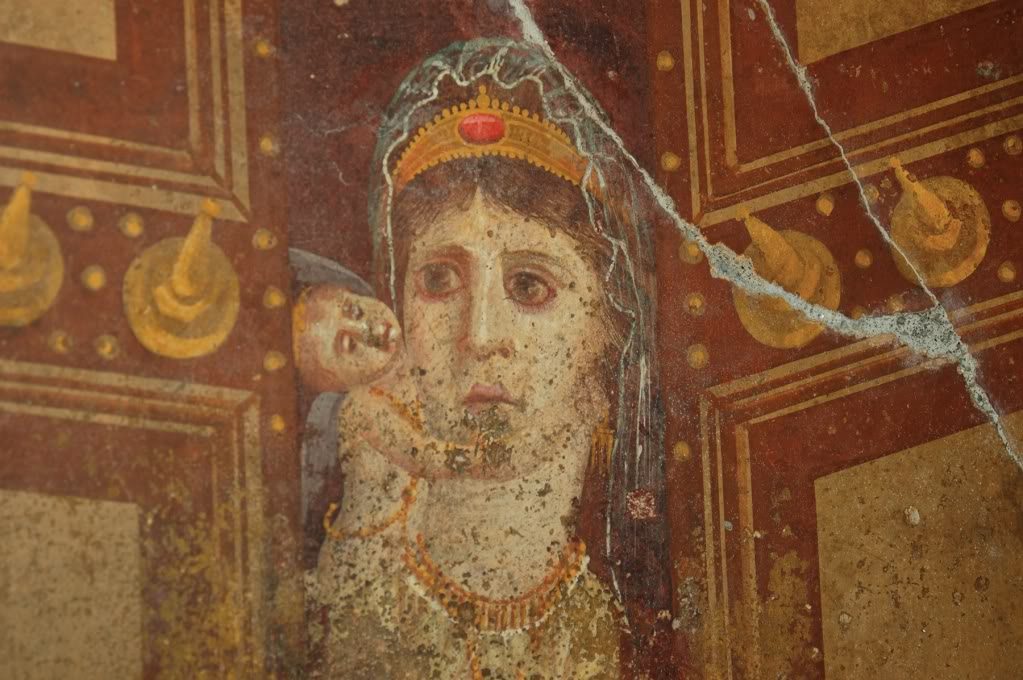
النمط الثاني للرومانية اللوحة في بيت ماركوس فابيوس روفوس في بومبي، تصف اللوحة كليوباترا على أنها فينوس جينيتريكس وابنها بطليموس الخامس عشر (قيصرون) كما كيوبيد (منتصف القرن 1 قبل الميلاد)

لدعم شرعيتها بين رعاياها، تزوجت برنيكى الرابعة من أرخيلاوس (يقال إنه سليل ميثريداتس السادس من بونتوس)؛ ومع ذلك، فإن الرومان— وخاصة الممولين المستمتين لبطليموس الثاني عشر مثل رابيريوس بوستوموس—كانوا عازمين على استعادة بطليموس الثاني عشر. أقنع بومبي الحاكم الروماني لسوريا أولوس غابينيوس لغزو مصر واستعادة بطليموس الثاني عشر للعرش، وعرض عليه 10000عملة من أجل المهمة. على الرغم من أن ذلك وضعه على خلاف مع القانون الروماني، غزا جابينيوس مصر في ربيع عام 55 قبل الميلاد عن طريق يهودا; هيركانوس الثاني كان أنتيباتر ، ، والد هيرودس الكبير، يزويد الجيش بقيادة الرومان بالإمدادات. تحت قيادة جابينيوس كان ضابط سلاح الفرسان الشاب مارك أنتوني، الذي ابرز نفسه بمنع بطليموس الثاني عشر من ذبح سكان بيلوسيون وإنقاذ جثة أرخيلاوس (زوج الملكة برنيكى) بعد مقتل الأخير في معركة أخرى (لضمان دفنة ملكية). كانت كليوباترا البالغة من العمر 14 عاما ترافق البعثة الرومانية إلى مصر؛ بعد سنوات، قال مارك أنتوني إنه وقع في حبها في هذا الوقت. بدأت علاقتهم فقط عام 41 قبل الميلاد، عندما استدعى الحكم الثلاثي الثاني أنتوني كليوباترا إلى مقره في طرسوس للرد على دعمها المزعوم غايوس كاسيوس لونجينوس في ال الحرب الأهلية للمحررين من 43-42 قبل الميلاد.
كان غابينيوس يحاكم (تمت تبرئتة) في روما لإساءة استخدام سلطته، لكن محاكمته الثانية (لقبول الرشاوى) أدت إلى نفيه لمدة سبع سنوات استدعاه يوليوس قيصر عام 48 قبل الميلاد. تم استبدالة بكراسوس كحاكم لسوريا، وسع الاخير قيادته الإقليمية إلى مصر حتى قتل على يد الفارسين عام 53 قبل الميلاد في معركة كارهاي. وكانقد اعدم بطليموس الثاني عشر ابنته المنافسة لة برنيكى وأنصارها الأثرياء، والاستيلاء على ممتلكاتهم والسماح ل غابينياني (غابينيوس الجرمانية والغالي حامية رومانية) لمضايقة الناس في شوارع الإسكندرية. قام ببتنصيب الروماني رابيريوس بوستوموس الذي مولة لفنرة طويلة، كمدير مالي له، لم يتمكن بوستوموس من تحصيل كل ديون بطليموس الثاني عشر لة لوفاة الاخيرة لاحقا وتم نقلها إلى خلفائه، كليوباترا السابعة وبطليموس الثالث عشر. في غضون عام، وضع بوستوموس تحت الحراسة المشددة لتعرض حياتة للتهديد بسبب استنزاف مصر لمواردها واعيد إلى روما .
خلال السنوات الأربع الأخيرة من حكمه، عين بطليموس الثاني عشر (الذي توفي لأسباب طبيعية) كليوباترا السابعة وبطليموس الثالث عشر لخلافتة، وأشرف على مشاريع البناء الكبرى مثل الانتهاء من معبد إدفو وتأسيس معبد دندرة، واستقر الاقتصاد الذي كان يعتمد إلى حد كبير على التجارة مع شرق أفريقيا والهند، تم إرسال نسخة من وصيتة إلى بومبي ليتم الاحتفاظ بها في روما، وتم الاحتفاظ بالأصل في الإسكندرية لحمايتها. وفقا لنقش في معبد حتحور في دندرة، أصبحت كليوباترا وصية على عرش بطليموس الثاني عشر في 31 مايو 52 قبل الميلاد.

## تسلم العرش
توفي بطليموس الثاني عشر في وقت ما قبل 22 مارس 51 قبل الميلاد، تاريخ أول عمل معروف لكليوباترا كملكة: رحلتها البحرية إلى أرمنت، القريبة من طيبة، لوضع مقدس جديد لبوخيس الثور (يعبد كوسيط للإله مونتو في الديانة المصرية القديمة). لم يتم إبلاغ مجلس الشيوخ الروماني بوفاة بطليموس حتى 30 يونيو أو 1 أغسطس 51 قبل الميلاد؛ ربما تم اخفاء خبر وفاتة من قبل كليوباترا حتى تتمكن من تأمين العرش. ربما تزوجت كيلوباترا شقيقها بطليموس الثالث عشر، لكن هذا الزواج غير مؤكد. سفاح القربى الممارسة البطلمية من زواج الأخوة تم تقديمها بواسطة بطليموس الثاني وأخته، أرسينوي الثانية، ولكن الملكية المصرية منذ فترة طويلة كان تعتبر فضيحة من قبل اليونانيون المعاصرون. ومع ذلك في بعض الاوقات كانت الاصوات المعارضة لهذة للممارسات سفاح القربى تعاقب بعنف وقمع خلال الحكم المشترك بين بطليموس الثاني وأرسينوي الثاني، ومع ذلك، بحلول عهد كيلواباترا كانت زيجات الأشقاء تعتبر ترتيبا طبيعيا للحكام البطلميين  بدأت الوثائق الرسمية بإدراج كليوباترا كحاكم وحيد بحلول 29 أغسطس 51 قبل الميلاد، وهو دليل على أنها رفضت شقيقها كحاكم مشترك.
- أمانيريناس (ملكة المعاصرة كوش الذين خاضوا حربا ضد الرومان في مصر والنوبة)
- جدل سباق كليوباترا
- وفاة كليوباترا
- قائمة الصور الثقافية لكليوباترا
- عهد كليوباترا السابعة